# Ezio Rizzato

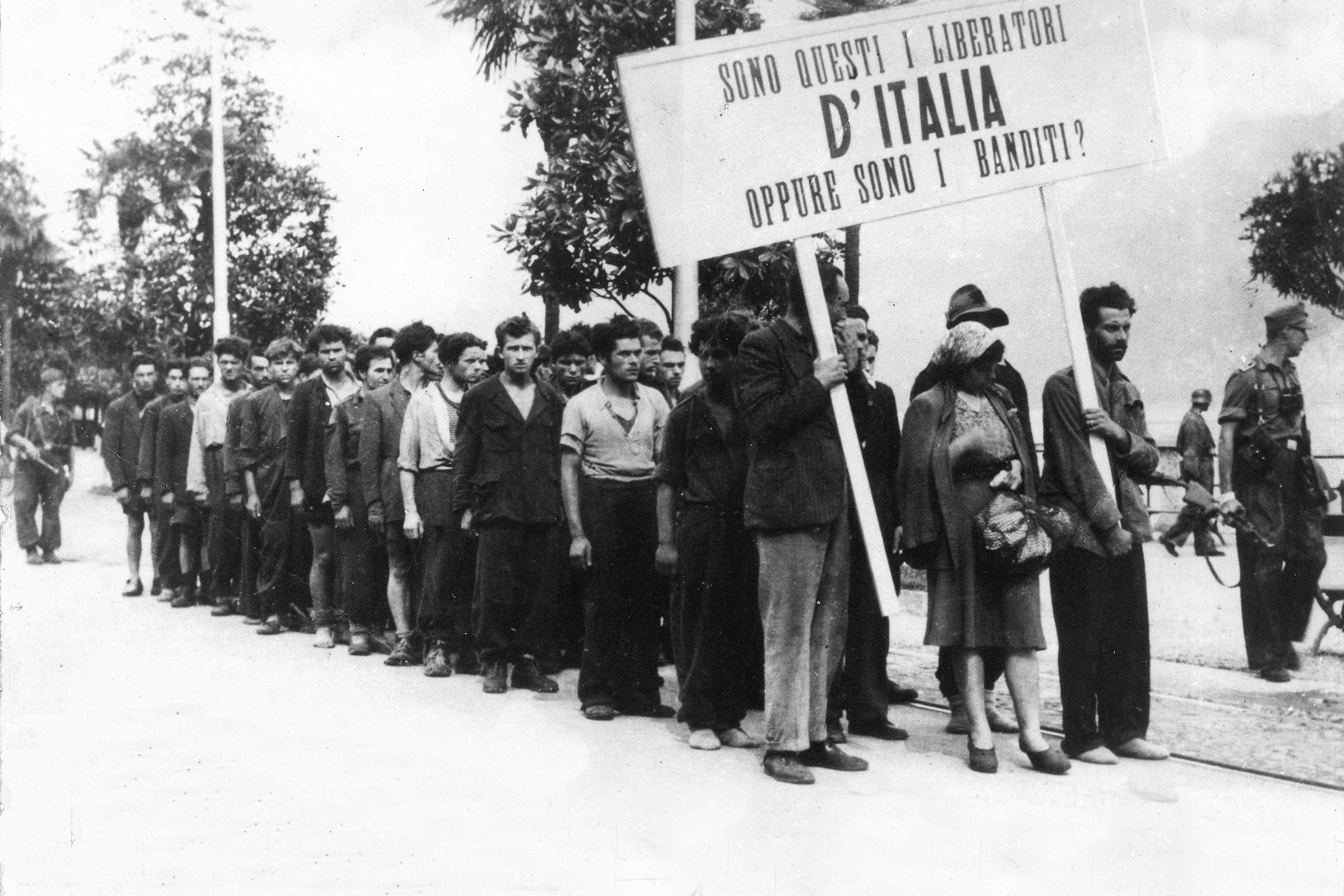
I martiri di Fondotoce costretti a sfilare prima della fucilazione il 20 giugno 1944

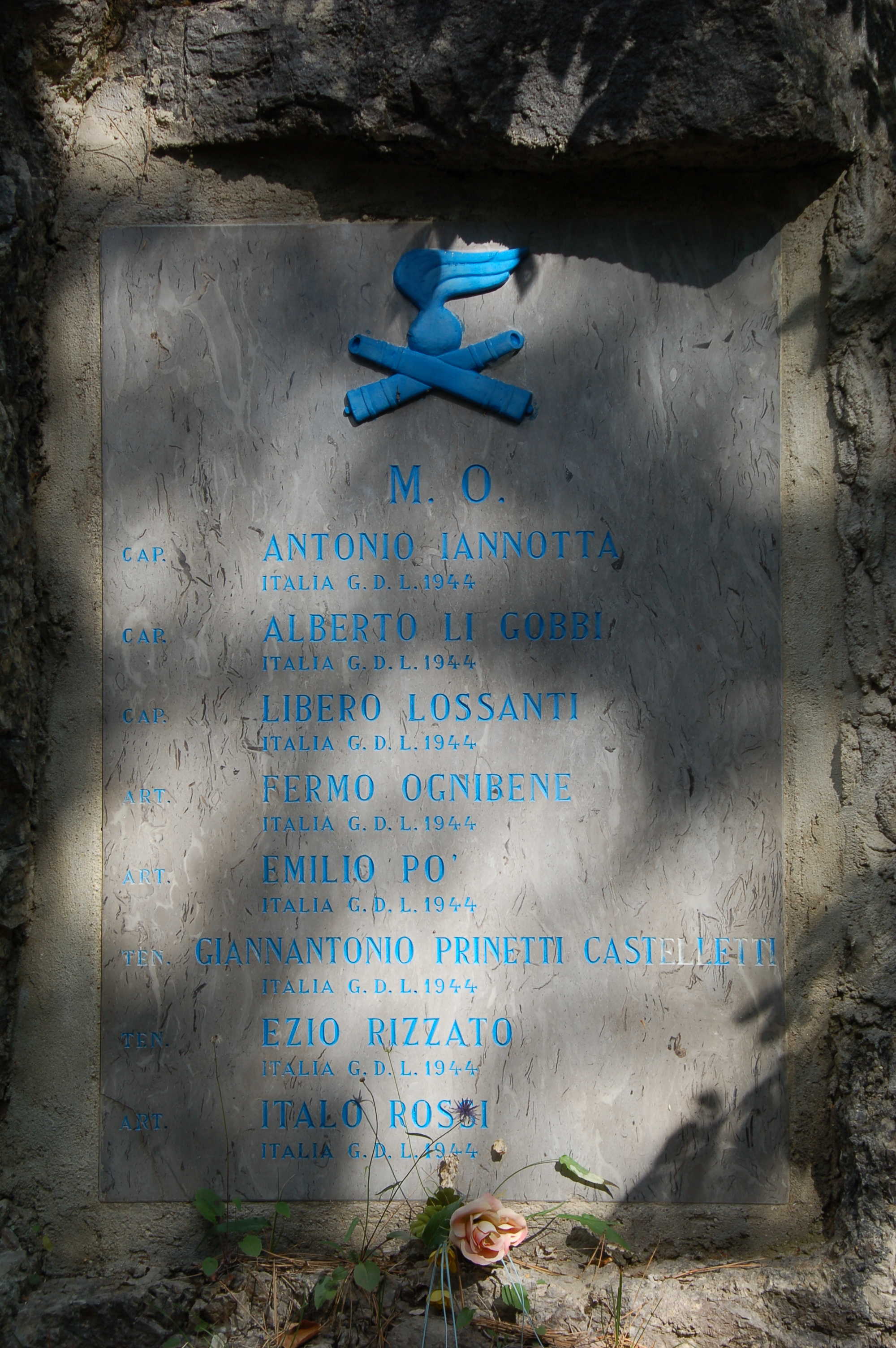
Lapide situata sulla Strada degli Artiglieri a Rovereto che commemora, tra gli altri, il Tenente Ezio Rizzato

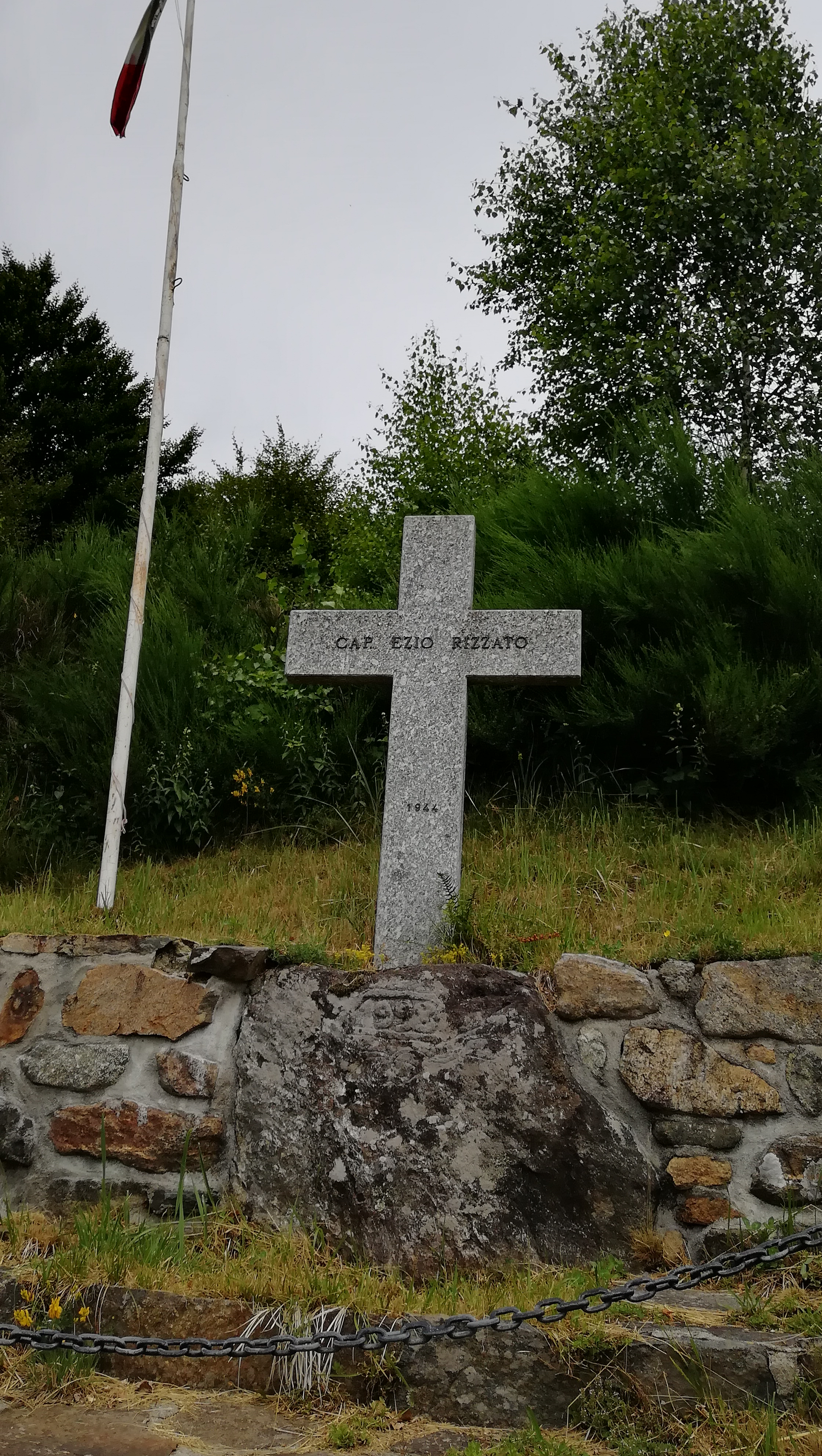
Monumento commemorativo sito a Monte Vecchio nella Valle Cannobina

Ezio Rizzato (Pressana, 27 settembre 1909 – Fondotoce, 20 giugno 1944) è stato un militare e partigiano italiano, decorato con la medaglia d'oro al valor militare alla memoria.

## Biografia
Nacque a Pressana, in provincia di Verona, da Serafino Rizzato e Fiorinda Fontana.
Durante la seconda guerra mondiale fu Tenente di complemento di artiglieria nel 3º Reggimento Celere Principe Amedeo Duca d'Aosta. Dopo l'armistizio entrò nella Resistenza, costituendo una piccola banda di partigiani nella Valle Anzasca, entrando poi, nell'inverno del 1943-'44 nella Divisione Valdossola comandata da Dionigi Superti, diventando l'aiutante maggiore.
Il 18 giugno 1944, ferito durante un rastrellamento sul versante italiano del Monte Limidario, fu catturato dalle SS nella Val Cannobina e poi torturato a Malesco. Trasferito ad Intra, custodito nelle cantine della base delle SS di Villa Caramora, fu prelevato con altri 42 detenuti e costretto a trascinarsi a piedi fino a Fondotoce dove fu fuciliato.
Insieme a lui persero la vita: Giovanni Alberti, Giovanni Barelli, Carlo Antonio Beretta, Angelo Bizzozzero, Emilio Bonalumi, Luigi Brioschi, Luigi Brown, Dante Capuzzo, Sergio Ciribi, Giuseppe Cocco, Adriano Marco Corna, Achille Fabbro, Olivo Favaron, Angelo Freguglia, Franco Ghiringhelli, Cosimo Guarnieri, Giovanni La Ciacera, Franco Marchetti, Arturo Merzagora, Rodolfo Pellicella, Giuseppe Perraro, Marino Rosa, Aldo Cesare Rossi, Carlo Sacchi, Cleonice Tomassetti (32), Renzo Villa e Giovanni Volpati. Altri 14 caduti sono rimasti ignoti. Uno dei 43, il diciottenne Carlo Suzzi, rimase miracolosamente in vita anche se ferito.
Sul luogo dell'eccidio oggi sorge il Parco della Memoria e della Pace, dedicato ai Martiri di Fondotoce e alle vittime del nazismo delle provincie di Novara e del Verbano-Cusio-Ossola.
L'Università degli Studi di Torino ha conferito a Ezio Rizzato la laurea ad honorem in Ingegneria.